# 第1回全日本大学野球選手権大会
| 出場校          | 8            |
| 参加校数        | -            |
| 優勝            | 慶應義塾大学 |
| 準優勝          | 関西学院大学 |
| 試合数          | 7            |
| 選手宣誓        | -            |
| 総入場者数      | -            |
| 1日最高入場者数 | -            |

第1回全日本大学野球選手権大会（だい1かいぜんにほんだいがやきゅうせんしゅけんたいかい）は、1952年に行われた全日本大学野球選手権大会である。

## 概要

### 日程
1952年8月24日に明治神宮野球場で決勝戦が行われた。

## 出場校
- 秋田大学
- 慶應義塾大学
- 専修大学
- 横浜市立大学
- 愛知大学
- 近畿大学
- 関西学院大学
- 福岡商科大学

## 試合予定及び結果
1回戦
- 慶應義塾大学 11－0 秋田大学
- 横浜市立大学 6－3 近畿大学
- 関西学院大学 9－1 愛知大学
- 専修大学 11－1 福岡商科大学

準決勝
- 慶應義塾大学 1－0 横浜市立大学
- 関西学院大学 6－5 専修大学

決勝
- 慶應義塾大 5－3 関西学院大